# Václav Chalupa
Václav Chalupa (ur. 7 grudnia 1967 w Jindřichowym Hradcu) – czeski wioślarz, srebrny medalista w wioślarskiej jedynce podczas Letnich Igrzysk Olimpijskich w Barcelonie.

## Osiągnięcia
- Mistrzostwa Świata – Bled 1989 – jedynka – 2. miejsce[1][2].
- Puchar Świata 1990:
  - I etap: San Diego – jedynka – 1. miejsce[2].
  - II etap: Mannheim – jedynka – 2. miejsce[2].
  - III etap: Årungen – jedynka – 2. miejsce[2].
  - IV etap: Amsterdam – jedynka – 4. miejsce[2].
  - V etap: Lucerna – jedynka – 3. miejsce[2].
- Mistrzostwa Świata – Lake Barrington 1990 – jedynka – 2. miejsce[1][2].
- Puchar Świata 1991:
  - I etap: San Diego – jedynka – 3. miejsce[2].
  - II etap: Lago di Piediluco – jedynka – 1. miejsce[2].
  - III etap: Duisburg – jedynka – 3. miejsce[2].
  - IV etap: Hjelmsjö – jedynka – 2. miejsce[2].
  - V etap: Amsterdam – jedynka – 5. miejsce[2].
  - VI etap: Lucerna – jedynka – 1. miejsce[2].
- Mistrzostwa Świata – Wiedeń 1991 – jedynka – 2. miejsce[1][2].
- Puchar Świata 1992:
  - I etap: San Diego – jedynka – 2. miejsce[2].
  - II etap: Kolonia – jedynka – 5. miejsce[2].
  - III etap: Kopenhaga – jedynka – 3. miejsce[2].
- Igrzyska Olimpijskie – Barcelona 1992 – jedynka – 2. miejsce[1][2].
- Puchar Świata 1993:
  - I etap: Melbourne – jedynka – 4. miejsce[2].
  - III etap: Duisburg – jedynka – 1. miejsce[2].
  - IV etap: Tampere – jedynka – 1. miejsce[2].
  - V etap: Henley-on-Thames – jedynka – 2. miejsce[2].
  - VI etap: Lucerna – jedynka – 1. miejsce[2].
- Mistrzostwa Świata – Račice 1993 – jedynka – 2. miejsce[1][2].
- Puchar Świata 1994:
  - I etap: Duisburg – jedynka – 1. miejsce[2].
  - II etap: Paryż – jedynka – 6. miejsce[2].
- Mistrzostwa Świata – Indianapolis 1994 – jedynka – 5. miejsce[2].
- Mistrzostwa Świata – Tampere 1995 – jedynka – 3. miejsce[1][2].
- Igrzyska Olimpijskie – Atlanta 1996 – jedynka – 5. miejsce[2].
- Puchar Świata 1997:
  - III etap: Lucerna – jedynka – 4. miejsce[2].
- Mistrzostwa Świata – Aiguebelette-le-Lac 1997 – jedynka – 5. miejsce[2].
- Puchar Świata 1998:
  - I etap: Monachium – jedynka – 2. miejsce[2].
  - II etap: Hazewinkel – jedynka – 4. miejsce[2].
  - III etap: Lucerna – jedynka – 5. miejsce[2].
- Mistrzostwa Świata – Kolonia 1998 – jedynka – 3. miejsce[1][2].
- Puchar Świata 1999:
  - I etap: Hazewinkel – jedynka – 2. miejsce[2].
  - II etap: Wiedeń – jedynka – 3. miejsce[2].
  - III etap: Lucerna – jedynka – 3. miejsce[2].
- Mistrzostwa Świata – St. Catharines 1999 – jedynka – 4. miejsce[2].
- Puchar Świata 2000:
  - I etap: Monachium – jedynka – 1. miejsce[2].
  - II etap: Wiedeń – jedynka – 3. miejsce[2].
  - III etap: Lucerna – jedynka – 3. miejsce[2].
- Igrzyska Olimpijskie – Sydney 2000 – jedynka – 12. miejsce[2].
- Puchar Świata 2001:
  - II etap: Sewilla – jedynka – 4. miejsce[2].
  - III etap: Wiedeń – jedynka – 2. miejsce[2].
  - IV etap: Monachium – jedynka – 2. miejsce[2].
- Mistrzostwa Świata – Lucerna 2001 – jedynka – 3. miejsce[1][2].
- Puchar Świata 2002:
  - I etap: Hazewinkel – jedynka – 3. miejsce[2].
  - II etap: Lucerna – jedynka – 4. miejsce[2].
  - III etap: Mediolan – jedynka – 4. miejsce[2].
- Mistrzostwa Świata – Sewilla 2002 – jedynka – 4. miejsce[2].
- Puchar Świata 2003:
  - I etap: Mediolan – jedynka – 6. miejsce[2].
  - III etap: Lucerna – jedynka – 3. miejsce[2].
- Mistrzostwa Świata – Mediolan 2003 – jedynka – 4. miejsce[2].
- Puchar Świata 2004:
  - I etap: Poznań – jedynka – 6. miejsce[2].
  - II etap: Monachium – jedynka – 1. miejsce[2].
  - III etap: Lucerna – jedynka – 3. miejsce[2].
- Igrzyska Olimpijskie – Ateny 2004 – jedynka – 5. miejsce[1][2].
- Puchar Świata 2005:
  - II etap: Monachium – jedynka – 5. miejsce[2].
  - III etap: Lucerna – czwórka podwójna – 2. miejsce[2].
- Mistrzostwa Świata – Gifu 2005 – czwórka podwójna – 5. miejsce[1][2].
- Puchar Świata 2006:
  - I etap: Monachium – czwórka podwójna – 4. miejsce[2].
  - II etap: Poznań – czwórka podwójna – 1. miejsce[2].
  - III etap: Lucerna – czwórka podwójna – 3. miejsce[2].
- Mistrzostwa Świata – Eton 2006 – czwórka podwójna – 5. miejsce[1][2].
- Puchar Świata 2007:
  - I etap: Linz – dwójka podwójna – brak[3][2].
  - II etap: Amsterdam – dwójka podwójna – 11. miejsce[2].
- Mistrzostwa Świata – Monachium 2007 – dwójka podwójna – 16. miejsce[1][2].
- Mistrzostwa Świata – Monachium 2007 – ósemka – 1. miejsce[2].
- Mistrzostwa Europy – Poznań 2007 – ósemka – 1. miejsce[2].
- Puchar Świata 2008:
  - I etap: Monachium – dwójka bez sternika – 4. miejsce[2].
  - II etap: Lucerna – dwójka bez sternika – 7. miejsce[2].
- Igrzyska Olimpijskie – Pekin 2008 – dwójka bez sternika – 8. miejsce[1][2].
- Puchar Świata 2009:
  - I etap: Banyoles – dwójka bez sternika – 8. miejsce[2].
  - II etap: Monachium – dwójka bez sternika – 4. miejsce[2].
  - III etap: Lucerna – dwójka bez sternika – 5. miejsce[2].
- Mistrzostwa Świata – Poznań 2009 – dwójka bez sternika – 10. miejsce[2].
- Mistrzostwa Świata – Poznań 2009 – dwójka ze sternikiem – 2. miejsce[2].